# Архангелско јеванђеље
Архангелско јеванђеље је ћирилични рукопис Јеванђеља из 1092. године. То је четврти по старости словенска рукописна књига.
Чува се у одељењу рукописа руске Државне библиотеке. Године 1997. Унеско је Архангелско јеванђеље уврстио у Међународни регистар Памћење света
Архангелско јеванђеље се разликује од осталих рукописа по богатој декорацији. Историја његовог настанка и судбине до 1876. године су непознати. Књига је донео у Москву сељак из Архангелска а те је по њему и добило назив, односно по месту његовог открића. Рукопис је у задовољавајућем стању. За проучавање од стране стручњака 1912. године, објављено је факсимилно издање, а 1997. године научно издање Јеванђеља из Архангелска.

## Историја књиге
Историја настанка, купац рукописа и његова историја до 1876. године у Москви, је непознато. Постоје ставови да се ради запису Новгородског Лазаревског манастира, али ова верзија нема дефинитивних доказа.